# Iwan Iwanowitsch Funduklei

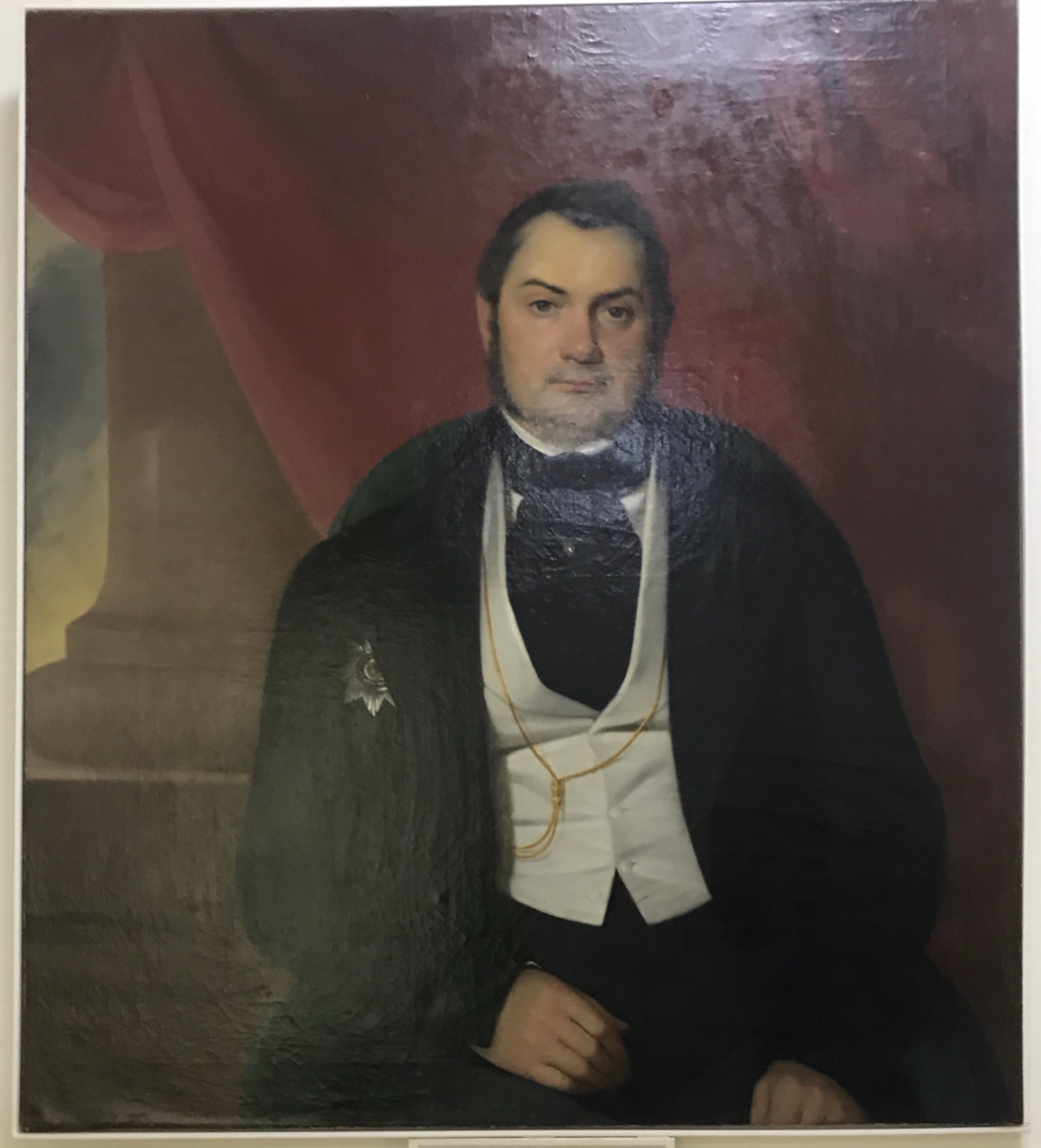
Iwan Funduklei von Heinrich Hollpein, 1840er-1850er Jahre; Nationales Historisches Museum der Ukraine, Kiew

Iwan Iwanowitsch Funduklei (russisch Иван Иванович Фундуклей, ukrainisch Іван Іванович Фундуклей Iwan Iwanowytsch Funduklej; * 13. Novemberjul. / 25. November 1804greg. in Neschin, Gouvernement Tschernigow oder Sankt Petersburg, Russisches Kaiserreich; † 10. Augustjul. / 22. August 1880greg. in Moskau) war ein russischer Archäologe und Politiker. Von 1839 bis 1852 war er Gouverneur von Kiew.

## Leben
Iwan Fundukleis Vater unterhielt einen Tabakwarenladen in Jelisawetgrad (wo Hinweisen nach auch Iwan geboren sein könnte) und erwarb von seinem ersparten Geld gemeinsam mit Geschäftspartnern eine Weinfarm in Odessa. Mit der Zeit wurde er der reichste Mann im Gebiet von Neurussland. Fundukleis Vater besaß schließlich mehrere Fabriken und tausende Morgen Land, sodass er auch Geld, unter anderem an Fürst Michail Woronzow verleihen konnte. Er selbst lebte selbstgewählt in bescheidenen Verhältnissen, so dass auch sein Sohn Iwan in spartanischen Verhältnissen aufwuchs und auf Anweisung seines Vaters schon als Kind Geld verdienen musste. Iwan arbeitete als minderjähriger Beamter bei der Post in Odessa und im Anschluss im Büro des Ministerkabinetts in Sankt Petersburg. Nach seiner Rückkehr trat Iwan als Beamter für besondere Aufgaben in den Dienst des Generalgouverneurs von Neurussland, Michail Woronzow, ein. Sieben Jahre später, im Jahr 1838, verschaffte ihm Woronzow den Posten des Vizegouverneurs vom Gouvernement Wolhynien in Schytomyr. Inzwischen war Iwans Vater gestorben und er wurde Erbe dessen riesigen Vermögens, was dem Generalgouverneur von Kiew, Dmitri Gawrilowitsch Bibikow nicht verborgen blieb. Dieser begann sofort, sich um Funduklei zu bemühen und ernannte diesen 1839 zum Kiewer Zivilgouverneur. Funduklei übertraf alle Erwartungen des Generals und erwies sich als überaus großzügig. So zahlte er beispielsweise dem Leiter seines Büros jährlich 12.000 Rubel aus eigenen Mitteln, damit dieser keine Bestechungsgelder annehmen musste. Auch verbesserte er die Haftbedingungen in den Gefängnissen und half den Opfern des Rekordhochwassers von 1845, ließ auf eigene Kosten den Andreassteig erstmals pflastern und einen Brunnen des neuen Wasserversorgungssystems auf dem Chreschtschatyk errichten. Zudem widmete er sich der allgemeinen, insbesondere der Bildung von Frauen, wofür er aus seinen Mitteln ein Mädchengymnasium erbauen ließ. Außerdem war er direkt und aktiv an der Zusammenstellung der Rezension von Kiew und der Provinz Kiew in Bezug auf Altertümer (Kiew, 1847) sowie der Rezension von Gräbern, Wällen und Befestigungen der Provinz Kiew (Kiew, 1848) und der Statistischen Beschreibung der Provinz Kiew (1852) beteiligt, die auf seine Kosten veröffentlicht wurden.

Fundukleis Signatur

Am 5. April 1847 wurde ihm Taras Schewtschenko vorgeführt, der im Verdacht stand, der Kyrill-und-Method-Bruderschaft anzugehören. „Zu seinen Papieren gehörte ein von ihm geschriebenes Manuskriptbuch in ukrainischer Sprache mit Gedichten, die viel empörenden und kriminellen Inhalt hatten“, berichtete er später. Gerüchten zufolge wollte Funduklei allerdings die Mitglieder der Bruderschaft vor einer bevorstehenden Verhaftung warnen, was ihm aber zeitlich nicht gelang.

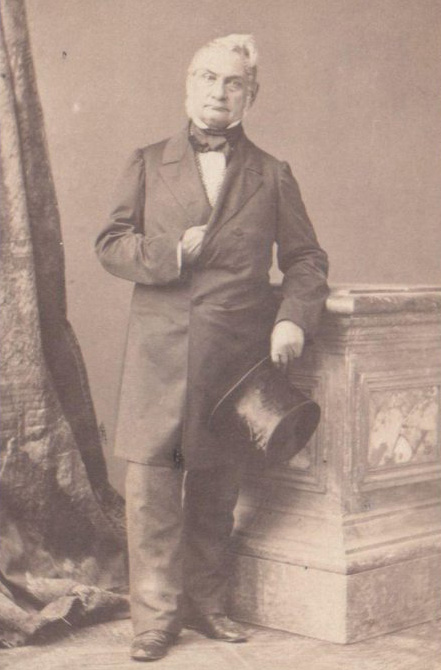
Iwan Funduklei vor 1880

1852 wechselte Funduklei seinen Wohnort nach Warschau und war zunächst im Warschauer Senatsministerium tätig. Von 1855 an war er Generalbevollmächtigter des Königreichs Polen und Vorsitzender des Obersten Rechnungshofs und 1865 wurde er stellvertretender Vorsitzender des Staatsrates des Königreichs Polen. Zudem war er Vorsitzender der Kommission, die mit der Übersetzung aller Sammlungen von Verwaltungsaufträgen des Königreichs Polen ins Russische beauftragt war. 1867 wurde er Mitglied des russischen Staatsrates.
Funduklei zog sich 1876 krankheitsbedingt und aufgrund seiner fortgeschrittenen Lebensjahre zurück und ließ sich in Moskau nieder, wo er am Twerskoi-Boulevard wohnte. Dort starb er 75-jährig und wurde im Donskoi-Kloster bestattet.

## Ehrungen
- Die heutige Bohdan-Chmelnyzkyj-Straße in Kiew trug von 1869 bis zum Ende des Russischen Reiches seinen Namen[8]
- Das erste Mädchengymnasium im Russischen Kaiserreich, das Funduklei-Mädchengymnasium in Kiew trug seinen Namen[8]
- Der Bahnhof der ukrainischen Stadt Oleksandriwka wurde 1876 nach ihm benannt[8]
- 1867 wurde Funduklei zum Mitglied des Staatsrates ernannt[3]
- 1872[4] wurde er vom Kiewer Stadtrat zum Ehrenbürger von Kiew gewählt[2]
- 1874, anlässlich des 60. Jahrestages seines tadellosen Dienstes (den er im Alter von zehn Jahren begann!) wurde ihm der Orden des Heiligen Andreas des Erstberufenen verliehen[7]